# Greensboro (Indiana)
Greensboro es un pueblo ubicado en el condado de Henry en el estado estadounidense de Indiana. En el Censo de 2010 tenía una población de 143 habitantes y una densidad poblacional de 501,93 personas por km².

## Geografía
Greensboro se encuentra ubicado en las coordenadas 39°52′43″N 85°27′50″O / 39.87861, -85.46389. Según la Oficina del Censo de los Estados Unidos, Greensboro tiene una superficie total de 0.28 km², de la cual 0.28 km² corresponden a tierra firme y (0%) 0 km² es agua.

## Demografía
Según el censo de 2010, había 143 personas residiendo en Greensboro. La densidad de población era de 501,93 hab./km². De los 143 habitantes, Greensboro estaba compuesto por el 100% blancos, el 0% eran afroamericanos, el 0% eran amerindios, el 0% eran asiáticos, el 0% eran isleños del Pacífico, el 0% eran de otras razas y el 0% pertenecían a dos o más razas. Del total de la población el 2.8% eran hispanos o latinos de cualquier raza.